# 科伦拜巴
科伦拜巴是巴西戈亚斯州的一个市镇。总面积1881.71平方公里，总人口7487人，人口密度4人/平方公里。